# Perial Ndengue
Periale Jessica Ndengue (* 25. Januar 1987 in Douala) ist eine ehemalige kamerunische Fußballnationalspielerin.

## Karriere

### Verein
Ndengue startete ihre Karriere mit den Fémina Stars d'Ebolowa und wechselte im Frühjahr 2012 zum Lokalrivalen Louves Minproff. Im Juni 2012 schloss sie sich dem nigerianischen Erstligisten Bayelsa Queens an, wo sie mit ihren Nationalmannschaftskolleginnen Isis Amareillle Sonkeng, Carine Mbuh Ndoum Yoh und Jacqueline Ada spielt.

### International
Im Februar 2012 nahm sie mit einem gefälschten Spielerpass an Spielen der U-20 teil. Am 24. Oktober 2012 wurde sie für den Coupe d’Afrique des nations féminine de football nominiert, jedoch am 26. Oktober wieder verbannt. Sie wurde vom Verband für zwei Jahre gesperrt aufgrund eines gefälschten Spielerpasses, in dem sie sich vier Jahre jünger gemacht hatte.